# Afrodite di Menofanto
L'Afrodite di Menofanto è una scultura romana realizzata in marmo, raffigurante la dea Venere e riconducibile al modello dell'Afrodite pudica, del tipo capitolino. Porta la firma dello scultore greco Menofanto, attivo tra la fine del I secolo a.C. e gli inizi del I secolo d.C., del quale non sono conosciute altre informazioni.

## Storia
Fu scoperta dove sorge il monastero camaldolese di San Gregorio al Celio nel 1760. I cenobiti camaldolesi occuparono il monastero di San Gregorio, lì dove in passato sorgeva il monastero di Sant'Andrea, voluto da Papa Gregorio I nel 575. L'edificio, originariamente dedicato al solo apostolo Andrea, nel X secolo vide aggiunta la titolarità di San Gregorio, che finì per soppiantare il primo. Nel corso del tempo la statua fu posseduta dal principe Chigi e l'archeologo tedesco Johann Joachim Winckelmann la descrisse nel suo saggio Storia dell'arte nell'antichità. Attualmente è conservata al Palazzo Massimo alle Terme di Roma.

## Descrizione
L'Afrodite pudica è una posa classica dell'arte occidentale. Nell'Afrodite di Menofanto, la scultura raffigura la dea nuda, intenta a coprirsi il pube con un panno che tiene con la mano sinistra, mentre con la destra nasconde i seni. La figura sembra rivolgersi a sinistra e il peso del corpo è sostenuto dalla gamba sinistra; al contrario la destra risulta leggermente inclinata. La testa lievemente china e l'espressione naturale, quasi noncurante, suggeriscono che la dea sia persa nei suoi pensieri.
Il termine pudica deriva dalla parola latina pudendus che "può significare gli stessi genitali oppure la vergogna, o entrambi al contempo"; e lo stesso si può dire prendendo in considerazione il termine greco Αἰδώς ("aidos"), che sta ad indicare la vergogna o la riverenza.